# Comahuesuchus
Comahuesuchus é um gênero extinto de crocodilomorfos notossucianos da formação santoniana  de Bajo de la Carpa, na Argentina. Foi descrito pelo paleontólogo José Fernando Bonaparte em 1991. A espécie-tipo é C. brachybuccalis .

## Classificação

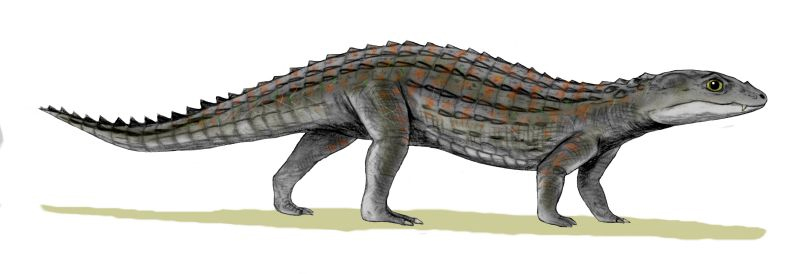
Restauração

O holótipo de C. brachybuccalis é MUCPv-202. Comahuesuchus é o nome do clado Comahuesuchidae . Sereno et al. (2003) sugeriram que Comahuesuchus e Anatosuchus são ambos comahuesuchídeos, mas o trabalho de Martinelli e Andrade et al. (2006), sugeriu que A. minor não é um comahuesuchid. Comahuesuchus parece, em vez disso, estar mais intimamente relacionado a Mariliasuchus .